# 355022 Triman
355022 Triman è un asteroide della fascia principale. Scoperto nel 2006, presenta un'orbita caratterizzata da un semiasse maggiore pari a 1,9091380 UA e da un'eccentricità di 0,0705985, inclinata di 18,82665° rispetto all'eclittica.